# Sultanat de Malacca
1402–1511
Entités précédentes :
- Majapahit

Entités suivantes :
- Sultanat de Johor
- Sultanat de Perak
- Malacca portugaise

Le sultanat de Malacca était tout d'abord un royaume hindouiste avant de devenir musulman avec le roi de Singapour (en) Parameswara en 1414. Sa capitale Malacca fut prise par les Portugais en 1511, ce qui entraîna la disparition du sultanat. La péninsule Malaise se divisa alors en plusieurs petits sultanats : Johor, Perak, etc.